# ماندیدیپ
ماندیدیپ (به انگلیسی: Mandideep) یک منطقهٔ مسکونی در هند است که در بخش رایزن واقع شده‌است. ماندیدیپ ۵۹٬۶۵۴ نفر جمعیت دارد و ۴۴۹ متر بالاتر از سطح دریا واقع شده‌است.